# خیابان داندس
خیابان داندس (انگلیسی: Dundas Street) یک جاده شریانی تاریخی مهم در انتاریو، کانادا است. این جاده شهر تورنتو را با حومه غربی آن کلان‌شهر تورنتو و چندین شهر در انتاریو جنوب باختری به هم متصل می‌کند.
خیابان داندس، یکی از معروف‌ترین خیابان‌های تورنتو است. این خیابان به یادبود هنری داندس نام‌گذاری شده‌است.
هنری داندس یک سیاستمدار اسکاتلندی قرن ۱۸ بوده که پیشینه نژادپرستی داشته‌است. وی از مخالفان برچیده شدن برده‌داری در انگلیس بوده‌است. به همین علت معترضان به نژادپرستی در تورنتو خواستار تغییر نام خیابان داندس شده‌اند.